# ひとつの朝
「ひとつの朝」（ひとつのあさ）は、片岡輝作詞・平吉毅州作曲の合唱曲。および、同曲を含む混声合唱組曲のタイトル。

## 課題曲
1978年（昭和53年）度のNHK全国学校音楽コンクール高等学校の部の課題曲として、混声四部版・男声四部版・女声三部版が同時に発表された。片岡にとっては、合唱曲の作詞としては初めてのものである。その後コンクールを離れて広く歌われるようになり、中学生向けに混声三部合唱にも編曲された。
さらに、1984年（昭和59年）度のNHK全国学校音楽コンクール高等学校の部では混声四部版が、1987年（昭和62年）度の全日本合唱コンクールでは男声四部版が、課題曲として取り上げられている。

## 合唱組曲
課題曲としての「ひとつの朝」をベースに片岡・平吉のコンビで「友達をテーマにした新しい作品を作る企画」が持ち上がり、1982年（昭和57年）9月、下田正幸指揮、コール・フロイントの合唱によって混声合唱組曲『ひとつの朝』が初演された。同月、音楽之友社によって楽譜も出版された。作曲に当たっては、この前年にNHK全国学校音楽コンクール高等学校の部最優秀賞を獲得した東京都立八潮高等学校がモデルとされた。片岡はこの組曲を、「いま、若さのまっただなかにいるあなたへ、若さを若さのまま存分に生ききってほしいという願いを込めて捧げるオマージュ（賛歌）です」と述べている。

### 組曲構成
全3曲からなる。
1. 時の狩人（ヘ長調）
2. 樹よ（ニ短調）
3. ひとつの朝（変ロ長調）

## 注
1. 1 2 3  出版譜の前書きより